# دهنه نودژ
دهنه نودژ، روستایی در دهستان نودژ بخش آسمینون شهرستان منوجان در استان کرمان ایران است.

## جمعیت
بر پایه سرشماری عمومی نفوس و مسکن در سال ۱۳۹۵، جمعیت این روستا برابر با ۳۷۷ نفر (۱۱۶ خانوار) بوده است.